# Allobates carajas
Allobates carajas Simões, Rojas, and Lima, 2019 è un anfibio anuro appartenente alla famiglia degli Aromobatidi.

## Etimologia
L'epiteto specifico si riferisce al luogo della scoperta.

## Distribuzione e habitat
È endemica del Brasile, dello stato del Pará.